# Ray Mallock

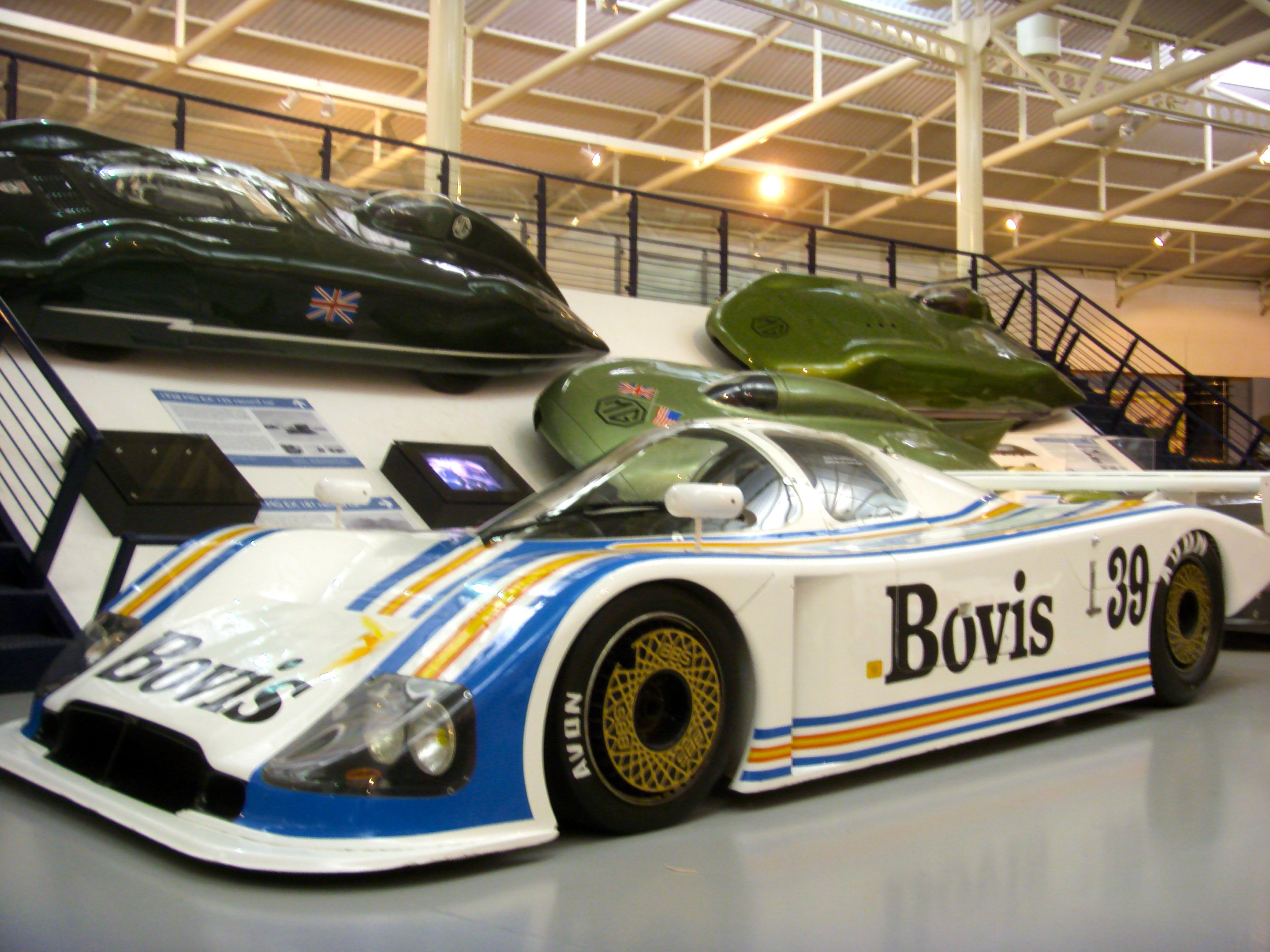
Der von Ray Mallock gefahrene Nimrod NRA/C2

Anthony Raymond „Ray“ Mallock (* 12. April 1951 in Barton-on-Sea) ist ein ehemaliger britischer Autorennfahrer, Rennwagenkonstrukteur und aktiver Rennstallbesitzer.

## Herkunft
Ray Mallock wurde als Sohn von Arthur Mallock geboren. Arthur Mallock, geboren 1918, baute vor dem Zweiten Weltkrieg kleine Monoposto-Rennwagen auf Basis des Austin 7. In den 1950er-Jahren folgten Formel-Junior- und Formel-3-Eigenkonstruktionen mit denen später auch Ray Mallock Rennen fuhr. Gemeinsam mit seinem Bruder Richard arbeitete er schon in den 1960er-Jahren als Assistent seines Vaters und war damit früh mit der Entwicklung von Rennwagen konfrontiert.

## Motorsport

### Erste Schritte im Monopostosport
Seine ersten Rennen bestritt Mallock 1971 bei britischen Formel-3-Clubrennen. Der Mallock U2 Mk.11B war eine eigenwillige Konstruktion, mit einem 1,6-Liter-Ford-Motor, der vor dem Fahrer platziert war. Ein Frontmotor-Konzept war Anfang der 1960er-Jahre völlig ungewöhnlich. Der Rennwagen war daher die Attraktion in den diversen Fahrerlagern. Mallock beendete mit dem Wagen eine Rennveranstaltung in Castle Combe als Sechster, wurde Fünfter in Thruxton und Vierter im Oulton Park.
1972 fuhr Mallock das Nachfolgemodell, den U2 Mk.12. Eingesetzt wurde der Wagen nur zu Beginn der Formel-3-Saison, danach musste das Mallock-Eigenbauprojekt mangels Finanzmittel aufgegeben werden. 1973 wechselte er in die Formel Atlantic und gewann in diesem und dem Folgejahr jeweils einen Wertungslauf. Die Gesamtwertung der MCD/Southern Organs British Formula Atlantic Championship 1974 beendete er hinter Jim Crawford und Alan Jones als Dritter. Ab 1976 fuhr der Brite neben der Formel Atlantic auch Rennen in der Formel-2-Europameisterschaft und in der britischen Formel 5000. Seine größten Erfolge im Monopostosport feierte er 1979 und 1981 mit seinen Gesamtsiegen in der Britischen Formel-Atlantic-Meisterschaft.
1978 erreichte er in der Aurora-AFX-Formel-1-Serie mit 12 Punkten am Ende der Saison den 16. Gesamtrang. 1979 blieb er Punktelos und 1980 wurde er Gesamtzehnter.

### Sportwagenrennen
Sein erstes zählbares Ergebnis bei Sportwagenrennen war die vierte Schlussplatzierung gemeinsam mit Guy Edwards auf einem Werks-Lola T296 beim 300-km-Rennen auf dem Salzburgring 1977. Das Rennen zählte 1977 zur Sportwagen-Weltmeisterschaft. 1979 gab er sein Debüt beim 24-Stunden-Rennen von Le Mans, wo er bis 1989 achtmal als Fahrer am Start war. Seine erfolgreichste Teilnahme hatte er 1982 mit dem siebten Endrang. In den 1980er-Jahren war er regelmäßig bei Rennen der Sportwagen-Weltmeisterschaft am Start und hatte 1987 sein stärkstes Jahr, als er bei den Meisterschaftsläufen in Jerez, Monza, Silverstone, Nürnberg, Brands Hatch, Spa und Fuji jeweils unter die besten Zehn der Endwertung kam.
Als Fahrer war Mallock bis 2004 aktiv. Sein letztes Rennen war das 24-Stunden-Rennen von Spa-Francorchamps 2004.

### Konstrukteur und Teamchef
1979 gründete Mallock sein erstes Rennteam, aus dem viele Jahre später die RML Group wurde. Als Fahrer war er bei der Entwicklung des Nimrod NRA/C2 für die Gruppe C beteiligt, der 1983 und 1984 in der Sportwagen-Weltmeisterschaft startete. Angetrieben wurde dieser Wagen von einem Aston-Martin-Motor. Über die Jahre stieg der konstruktive Einfluss von Mallock auf die jeweiligen Entwicklungen von Rennfahrzeugen. Die RML Group war und ist in vielen Bereichen des Motorsports tätig. Das Team setzte den MG-Lola EX257 in Le Mans und der European Le Mans Series ein, den Acura ARX-01 in derselben Rennserie, entwickelte für Chevrolet die Einsatzfahrzeuge für diverse Tourenwagen-Meisterschaften, war bei Rallyes aktiv und baute Ford-GT40-Replicas in Kleinserie.
Unter der Führung von Ray Mallock gewann das Team 2012 mit den Fahrern Robert Huff, Alain Menu und Yvan Muller überlegen die Tourenwagen-Weltmeisterschaft.

## Statistik

### Le-Mans-Ergebnisse
| Jahr | Team                             | Fahrzeug          | Teamkollege    | Teamkollege    | Platzierung     | Ausfallgrund |
| ---- | -------------------------------- | ----------------- | -------------- | -------------- | --------------- | ------------ |
| 1979 | Fisons Agricole - Simon Phillips | Lola T380         | Martin Raymond | Simon Phillips | Rang 20         |              |
| 1982 | Viscount Downe Pace Petroleum    | Nimrod NRA/C2     | Mike Salmon    | Simon Phillips | Rang 7          |              |
| 1983 | Viscount Downe Pace Petroleum    | Nimrod NRA/C2     | Mike Salmon    | Steve Earle    | Ausfall         | Motorschaden |
| 1984 | Viscount Downe Aston Martin      | Nimrod NRA/C2B    | Drake Olson    |                | Ausfall         | Unfall       |
| 1985 | Ecurie Ecosse                    | Ecosse C285       | David Leslie   | Mike Wilds     | Ausfall         | Ölpumpe      |
| 1986 | Ecurie Ecosse                    | Ecosse C286       | David Leslie   | Mike Wilds     | Disqualifiziert |              |
| 1987 | Ecurie Ecosse                    | Ecosse C286       | David Leslie   | Marc Duez      | Rang 8          |              |
| 1989 | Aston Martin                     | Aston Martin AMR1 | David Leslie   | David Sears    | Ausfall         | Elektrik     |

### Einzelergebnisse in der Sportwagen-Weltmeisterschaft
| Saison | Team                                             | Rennwagen                              | 1   | 2   | 3   | 4   | 5   | 6   | 7   | 8   | 9   | 10  | 11  | 12  | 13  | 14  | 15  | 16  | 17  |
| ------ | ------------------------------------------------ | -------------------------------------- | --- | --- | --- | --- | --- | --- | --- | --- | --- | --- | --- | --- | --- | --- | --- | --- | --- |
| 1977   | Lola Cars                                        | Lola T296                              | DAY | MUG | DIJ | MON | SIL | NÜR | VAL | PER | WAT | EST | LEC | MOS | IMO | SAL | BRH | HOK | VAL |
| 1977   | Lola Cars                                        | Lola T296                              |     |     |     |     |     |     |     |     |     |     | DNF |     |     | 4   |     |     |     |
| 1979   | Fisons Agricole                                  | Lola T380                              | DAY | SEB | MUG | TAL | DIJ | RIV | SIL | NÜR | LEM | PER | DAY | WAT | SPA | BRH | ROA | VAL | ELS |
| 1979   | Fisons Agricole                                  | Lola T380                              |     |     |     |     |     | 20  |     |     |     |     |     |     |     |     |     |     |     |
| 1980   | Simon Phillips                                   | Porsche 911 Carrera RSR                | DAY | BRH | SEB | MUG | MON | RIV | SIL | NÜR | LEM | DAY | WAT | SPA | MOS | ROA | VAL | DIJ |     |
| 1980   | Simon Phillips                                   | Porsche 911 Carrera RSR                | 12  |     |     |     |     |     |     |     |     |     |     |     |     |     |     |     |     |
| 1982   | Viscount Downe                                   | Nimrod NRA/C2                          | MON | SIL | NÜR | LEM | SPA | MUG | FUJ | BRH |     |     |     |     |     |     |     |     |     |
| 1982   | Viscount Downe                                   | Nimrod NRA/C2                          |     | 6   |     | 7   | 11  |     |     | 9   |     |     |     |     |     |     |     |     |     |
| 1983   | Viscount Downe                                   | Nimrod NRA/C2                          | MON | SIL | NÜR | LEM | SPA | FUJ | KYA |     |     |     |     |     |     |     |     |     |     |
| 1983   | Viscount Downe                                   | Nimrod NRA/C2                          |     | 7   |     | DNF | DNF |     |     |     |     |     |     |     |     |     |     |     |     |
| 1984   | Ecurie Ecosse Viscount Downe Cheetah Automobiles | Ecosse C284 Nimrod NRA/C2 Cheetah G604 | MON | SIL | LEM | NÜR | BRH | MOS | SPA | IMO | FUJ | KYA | SAN |     |     |     |     |     |     |
| 1984   | Ecurie Ecosse Viscount Downe Cheetah Automobiles | Ecosse C284 Nimrod NRA/C2 Cheetah G604 | 10  | DNF | DNF |     |     |     | DNF |     |     |     |     |     |     |     |     |     |     |
| 1985   | Ecurie Ecosse                                    | Ecosse C285                            | MUG | MON | SIL | LEM | HOK | MOS | SPA | BRH | FUJ | SEL |     |     |     |     |     |     |     |
| 1985   | Ecurie Ecosse                                    | Ecosse C285                            |     | 10  | 9   | DNF | 8   |     | 14  | 6   |     |     |     |     |     |     |     |     |     |
| 1986   | Ecurie Ecosse                                    | Ecosse C285 Ecosse C286                | MON | SIL | LEM | NÜN | BRH | JER | NÜR | SPA | FUJ |     |     |     |     |     |     |     |     |
| 1986   | Ecurie Ecosse                                    | Ecosse C285 Ecosse C286                |     | DNF | DNF |     | 7   |     | 5   | 13  | 19  |     |     |     |     |     |     |     |     |
| 1987   | Ecurie Ecosse                                    | Ecosse C286                            | JAR | JER | MON | SIL | LEM | NÜN | BRH | NÜR | SPA | FUJ |     |     |     |     |     |     |     |
| 1987   | Ecurie Ecosse                                    | Ecosse C286                            | 11  | 5   | 8   | 6   | 8   | 7   | 7   | DNF | 14  |     |     |     |     |     |     |     |     |